# Kempnyia obtusa
Kempnyia obtusa är en bäcksländeart som beskrevs av František Klapálek 1916. Kempnyia obtusa ingår i släktet Kempnyia och familjen jättebäcksländor. Inga underarter finns listade i Catalogue of Life.